# Sycophilodes uluberiaensis
Sycophilodes uluberiaensis is een vliesvleugelig insect uit de familie Pteromalidae. De wetenschappelijke naam is voor het eerst geldig gepubliceerd in 2014 door Pramanik en Dey.